# 第32装甲擲弾兵旅団 (ドイツ連邦陸軍)
第32装甲擲弾兵旅団（だい32そうこうてきだんへいりょだん、ドイツ語：Panzergrenadierbrigade 32）は、ドイツ連邦陸軍の旅団の一つ。第11装甲擲弾兵師団隷下にあって、旅団司令部をシュヴァネヴェーデに置き、旅団の部隊はブレーメンやニーダーザクセン州周辺地域に駐屯していた。1997年に解隊する。

## 歴史

### 第1次編制
1956年に旅団の前身部隊であるB3戦闘群はシュレースヴィヒにて編成され、1958年にシュヴァネヴェーデに移駐する。当初は第13戦車大隊、第13装甲擲弾兵大隊、第23戦車大隊、第23装甲擲弾兵大隊から成っていた。

### 第2次編制
陸軍第2次編制で第32装甲擲弾兵旅団に改編される。1959年の旅団編成は以下のとおりであった。
- 司令部中隊（1956年にシュレースヴィヒで編成）
- 第323装甲擲弾兵大隊　在ハンブルク（1958年に編成）
- 第324戦車大隊（旧第23戦車大隊）
- 第322装甲擲弾兵大隊（1959年に第61擲弾兵大隊と第13装甲擲弾兵大隊を基に編成）
- 第326補給大隊（1959年にデルメンホルストで編成）
- 第320駆逐戦車中隊（1959年にシュヴァネヴェーデの第3駆逐戦車大隊）
- 第320装甲偵察中隊（1959年にバーメで編成）
- 第320装甲工兵中隊（第719重工兵大隊の一部を基に1959年にバーメで編成）

旅団は第11装甲擲弾兵師団の隷下におかれる。1960年に第326補給大隊はブレーメンに移駐する。1961年に第320装甲偵察中隊はバーメからシュヴァネヴェーデへ移駐するが、1963年に装甲偵察隊として旅団司令部中隊に取り込まれる。また1961年に第325砲兵大隊がシュヴァネヴェーデで編成された。1964年には第320特殊武器防護隊（核生物化学兵器防護）がバーメで編成準備されシュヴァネヴェーデに移駐する。1966年に同隊は特殊武器防護中隊に改編され1971年（既に陸軍第3次編制に入っている）に旅団から除外された。

### 第3次編制
陸軍第3次編制にて第326補給大隊は第11衛生大隊から2個衛生中隊が編入される。さらに1971年には第325砲兵大隊が第325装甲砲兵大隊に改編され、1973年にノイエンキルヒェンへ移駐する。1972年に装甲偵察隊は旅団司令部中隊から独立し第320装甲偵察隊となるも、1977年に再び旅団司令部中隊に取り込まれる。1972年に第326補給大隊は解隊し、代わりに第320整備中隊と台320補給中隊が編成される。1973年に第321装甲擲弾兵大隊は解隊する。1982年に旅団司令部中隊は装甲偵察隊を改編し第11装甲偵察大隊が新編される。

### 第4次編制
1982年時点での旅団編成は以下のとおりであった。
- 旅団司令部中隊
- 第321装甲擲弾兵大隊（1981年に再編成）
- 第322装甲擲弾兵大隊
- 第323装甲擲弾兵大隊
- 第324戦車大隊
- 第325装甲砲兵大隊
- 第320駆逐戦車中隊
- 第320装甲工兵中隊
- 第320整備中隊
- 第320補給中隊
- 第114野戦予備中隊

1993年に第1装甲師団の隷下となる。旅団はこれにより第7装甲旅団から第73戦車大隊、第74戦車大隊および第70駆逐戦車中隊が編入する。他部隊受け入れのため代わりに第324戦車大隊、第114野戦予備中隊および第320駆逐戦車中隊が解隊する。第320整備中隊と第320補給大隊は第3整備大隊および第11補給大隊に編入される。旅団司令部中隊、第320装甲偵察中隊、第322装甲擲弾兵大隊および第325装甲砲兵大隊は旅団に残留する。
1997年初めごろハンブルクにて非現役部隊となったため事実上解隊する。

## 歴代旅団長
| 代 | 氏名                                                 | 着任          | 離任           |
| -- | ---------------------------------------------------- | ------------- | -------------- |
| 1  | ヘルムート・ヴォルフ陸軍大佐 Helmut Wolff            | 1956年7月16日 | 1958年10月31日 |
| 2  | エルンスト・フェルバー陸軍大佐 de:Ernst Ferber       | 1958年11月1日 | 1961年6月30日  |
| 3  | フォイクト陸軍大佐 Voigt                             | 1961年7月1日  | 1963年9月27日  |
| 4  | ハインツ・カルスト陸軍准将 Heinz Karst               | 1963年9月28日 | 1967年11月2日  |
| 5  | ヘルマン・ウーゼマー陸軍大佐 Hermann Usener          | 1967年11月2日 | 1970年9月30日  |
| 6  | ギュンター・シュメルツァー陸軍准将 Günther Schmelzer | 1970年10月1日 | 1975年11月30日 |
| 7  | ゲルハルト・オーム陸軍准将 Gerhard Ohm               | 1975年12月1日 | 1981年3月11日  |
| 8  | ホルスト・ヴァルマン陸軍大佐 Horst Wallmann          | 1981年3月11日 | 1983年3月24日  |
| 9  | エッケハルト・リヒター陸軍准将 Ekkehard Richter      | 1983年3月24日 | 1987年         |
| 10 | クラウス・フーアーバー陸軍大佐 Klaus Frühhaber       | 1987年        | 1990年         |
| 11 | フリットマー・テスマー陸軍准将 Friedmar Tessmer      | 1990年        | 1994年12月31日 |
| 12 | ヨッヘン・シュナイダー陸軍大佐 Jochen Schneider      | 1995年1月1日  | 1996年         |